# Kanton Charente-Sud
Charente-Sud is een kanton van het Franse departement Charente. Het kanton maakt deel uit van de arrondissementen Cognac .

In 2019 telde het 19.921 inwoners.

Het kanton werd gevormd ingevolge het decreet van 20 februari 2014 met uitwerking op 22 maart 2015, met Barbezieux-Saint-Hilaire als hoofdplaats.

## Gemeenten
Het kanton omvatte bij zijn vorming de 46 gemeenten van de opgeheven kantons Blanzac-Porcheresse, Barbezieux-Saint-Hilaire en Brossac.
Op 1 januari 2016 werden de gemeenten Lamérac en Montchaude samengevoegd tot de fusiegemeente (commune nouvelle) Montmérac en de gemeenten Aubeville, Jurignac,  Mainfonds en Péreuil samengevoegd tot de fusiegemeente (commune nouvelle) Val des Vignes.
Op 1 januari 2017 werden de gemeenten Blanzac-Porcheresse en Cressac-Saint-Genis samengevoegd tot de fusiegemeente (commune nouvelle) Coteaux-du-Blanzacais. Op 1 januari 2019 werd daar nog de gemeente Saint-Léger aan toegevoegd.
Sindsdien omvat het kanton volgende 40 gemeenten: 
- Angeduc
- Baignes-Sainte-Radegonde
- Barbezieux-Saint-Hilaire (hoofdplaats)
- Barret
- Bécheresse
- Berneuil
- Boisbreteau
- Bors
- Brie-sous-Barbezieux
- Brossac
- Challignac
- Champagne-Vigny
- Chantillac
- Chillac
- Condéon
- Coteaux-du-Blanzacais.
- Étriac
- Guimps
- Guizengeard
- Lachaise
- Ladiville
- Lagarde-sur-le-Né
- Montmérac
- Oriolles
- Passirac
- Pérignac
- Reignac
- Saint-Aulais-la-Chapelle
- Saint-Bonnet
- Saint-Félix
- Saint-Médard
- Saint-Palais-du-Né
- Saint-Vallier
- Sainte-Souline
- Salles-de-Barbezieux
- Sauvignac
- Le Tâtre
- Touvérac
- Val des Vignes
- Vignolles